# Milagres
Milagres este un oraș în statul Bahia (BA) din Brazilia.